# Симпатична нервова система
Симпати́чна нерво́ва систе́ма разом з парасимпатичною становлять автономну нервову систему. Перші дві нервові системи можуть тонко регулювати роботу більшості внутрішніх органів і обмін речовин залежно від дії зовнішніх факторів. Активізація симпатичної нервової системи передбачає активні дії з витрачанням енергії — ерготропну дію.
Дія симпатичної нервової системи є антагоністичною (протилежною) до дії парасимпатичної.

## Анатомія
Центри симпатичної нервової системи знаходяться в бокових рогах грудного і поперекового відділів спинного мозку. Вони підпорядковуються центрам симпатичної нервової системи, що знаходяться вище, — гіпоталамусу, стовбуру головного мозку і ретикулярній формації. Симпатичні ганглії (вузли) посилають свої волокна до розміщених по обидва боки хребта скупчень нервових клітин — паравертебральних гангліїв. Ці паравертебральні ганглії зв'язуючись між собою міжвузловими гілками (rr. ineterganglionares) утворюють симпатичний стовбур (truncus sympathicus). Правий і лівий симпатичні стовбури простягаються від основи черепа до верхівки куприка.
У паравертебральних гангліях більшість волокон симпатичної нервової системи перемикаються на другий нейрон. Нейромедіатором в синапсах виступає тут (як і в парасимпатичній нервовій системі) ацетилхолін. Другий постгангліонарний нейрон переносить свої імпульси на цільовий орган за допомогою норадреналіну. Виняток становить перенесення імпульсів на потові залози, де також використовується ацетилхолін.
Окремі аксони залишають симпатичний стовбур без переривання і направляються до непарних превертебральних гангліїв (ганглії, що знаходяться попереду хребта) або гангліїв, що знаходяться в стінках органів (інтрамуральні ганглії).

## Фізіологічні ефекти

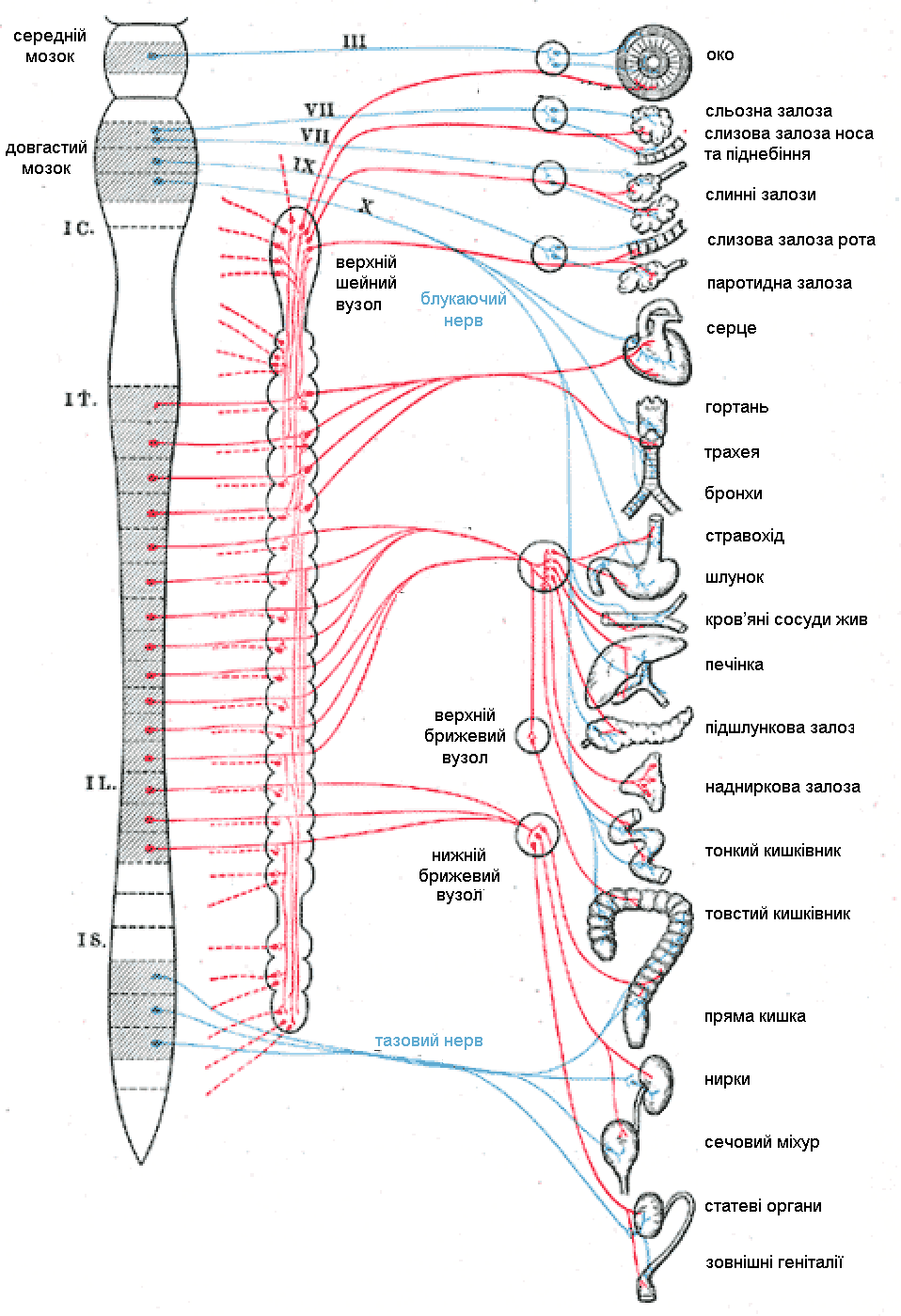
Інервація органів автономною нервовою системою з симпатичною нервовою системою поміченою червоним і парасимпатичною системою — блакитним

Цільовими тканинами симпатичної нервової системи є перед усім гладкі м'язи кровоносних судин і залози. Як і інші частини вегетативної нервової системи, симпатична нервова система регулює життєво важливі процеси. Ця регуляція здійснюється без участі свідомості й не може підпорядковуватися бажанням людини.
Симпатична нервова система призводить до загального підвищення активності організму. Вона приводить тіло у стан готовності до активних дій, наприклад для оборони чи втечі в екстремальних ситуаціях.
Вона підвищує:
- Серцеву діяльність
- Артеріальний тиск
- Кровопостачання і тонус скелетних м'язів
- Гліколіз
- Обмін речовин

При цьому гальмуються інші процеси, активність яких безпосередньо в даний момент не є необхідною (наприклад, діяльність травної системи).
Симпатична нервова система також має вплив на:
- Функцію легень (розширення бронхів)
- Функцію сечового міхура (сприяє затримці сечі)
- Статеві органи (сприяє еякуляції у чоловіків і оргазму у жінок)
- Внутрішні м'язи ока (розширення зіниць, мідріаз)